# Coturnix japonica
La codorniz japonesa (Coturnix japonica) es una especie de ave galliforme de la familia Phasianidae. Es originaria del este de Asia. El plumaje es moteado amarillo y marrón, con una lista superciliar blanquecina cremosa. Los individuos adultos alcanzan los 20 centímetros de longitud.

## Hábitat y distribución

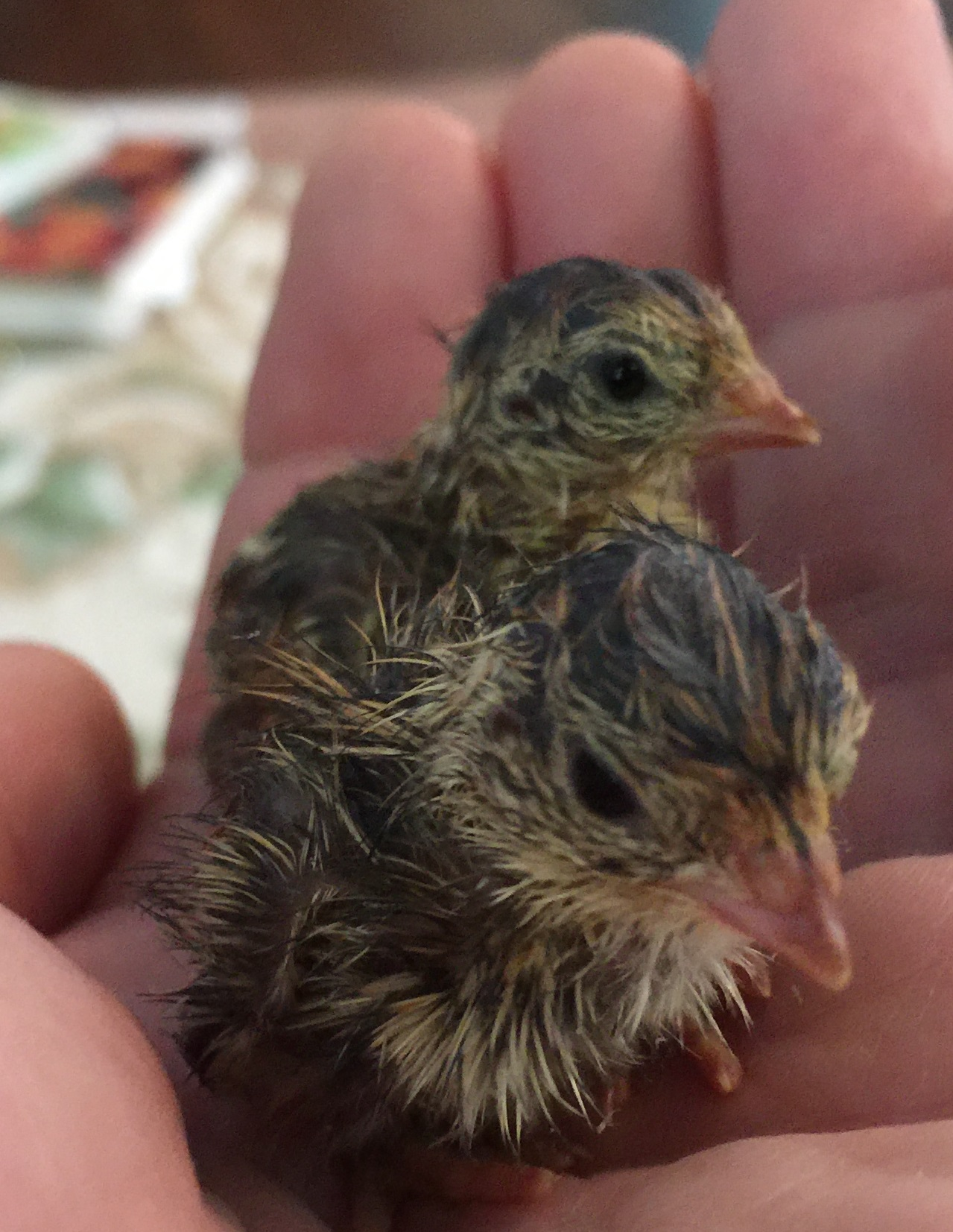
Coturnix japonica.

La codorniz japonesa es nativa del extremo oriente. Es una especie migratoria que cría en Manchuria, el suroeste de Siberia, el norte de Japón y la península de Corea, y que emigra para pasar el invierno en el sur de China, Laos, Vietnam, Camboya, Myanmar, Bután y el extremo oriental de la India. Anida en praderas y campos de cultivo. 
Ha sido introducida en Italia y Hawái. En España también fue introducida para la caza, pero, debido a su potencial colonizador y constituir una amenaza grave para las especies autóctonas, los hábitats o los ecosistemas, esta especie ha sido incluida en el Catálogo Español de Especies Exóticas Invasoras, regulado por el Real Decreto 630/2013, de 2 de agosto, estando prohibida en España su introducción en el medio natural, posesión, transporte, tráfico y comercio.

## Cría en cautividad
Esta ave se ha criado en la India y el sudeste asiático por su carne y huevos. La codorniz japonesa además se cría en granjas para sueltas con fines cinegéticos. Debido a su potencial colonizador y constituir una amenaza grave para las especies autóctonas de Europa, como la codorniz común, los hábitats o los ecosistemas de España, ha sido incluida en el catálogo español de Especies exóticas invasoras, aprobado por Real Decreto 630/2013, de 2 de agosto, por lo que en España está prohibida su introducción en el medio natural, posesión, transporte, tráfico y comercio.
Los huevos de la codorniz japonesa han orbitado la tierra en diversas ocasiones en naves soviéticas y rusas, incluyendo el satélite Bion 5 y el Salyut 6 y la Estación Espacial Internacional.
En marzo de 1990 se logró incubar y que eclosionaran unos huevos en la MIR.